# Poigny-la-Forêt
Poigny-la-Forêt ist eine französische Gemeinde mit 930 Einwohnern (Stand: 1. Januar 2022) im Département Yvelines in der Region Île-de-France. Sie gehört zum Arrondissement Rambouillet und zum Kanton Rambouillet. Die Einwohner werden Pugnéens genannt.

## Geographie
Poigny-la-Forêt liegt etwa 47 Kilometer westsüdwestlich von Paris und etwa sechs Kilometer nordöstlich von Rambouillet. Die Gemeinde gehört zum Regionalen Naturpark Haute Vallée de Chevreuse. Umgeben wird Poigny-la-Forêt von den Nachbargemeinden Saint-Léger-en-Yvelines im Norden, Les Bréviaires im Osten und Nordosten, Rambouillet im Osten und Südosten, Gazeran im Süden, Hermeray im Westen und Südwesten sowie La Boissière-École im Nordwesten.

## Bevölkerungsentwicklung
| Jahr                      | 1962 | 1968 | 1975 | 1982 | 1990 | 1999 | 2006 | 2013 |
| Einwohner                 | 374  | 402  | 526  | 616  | 825  | 872  | 997  | 949  |
| Quelle: Cassini und INSEE |      |      |      |      |      |      |      |      |

## Sehenswürdigkeiten
Siehe auch: Liste der Monuments historiques in Poigny-la-Forêt
- Kirche Saint-Pierre aus dem 12. Jahrhundert
- Ruine der früheren Priorats Les Molineaux aus dem 12. Jahrhundert

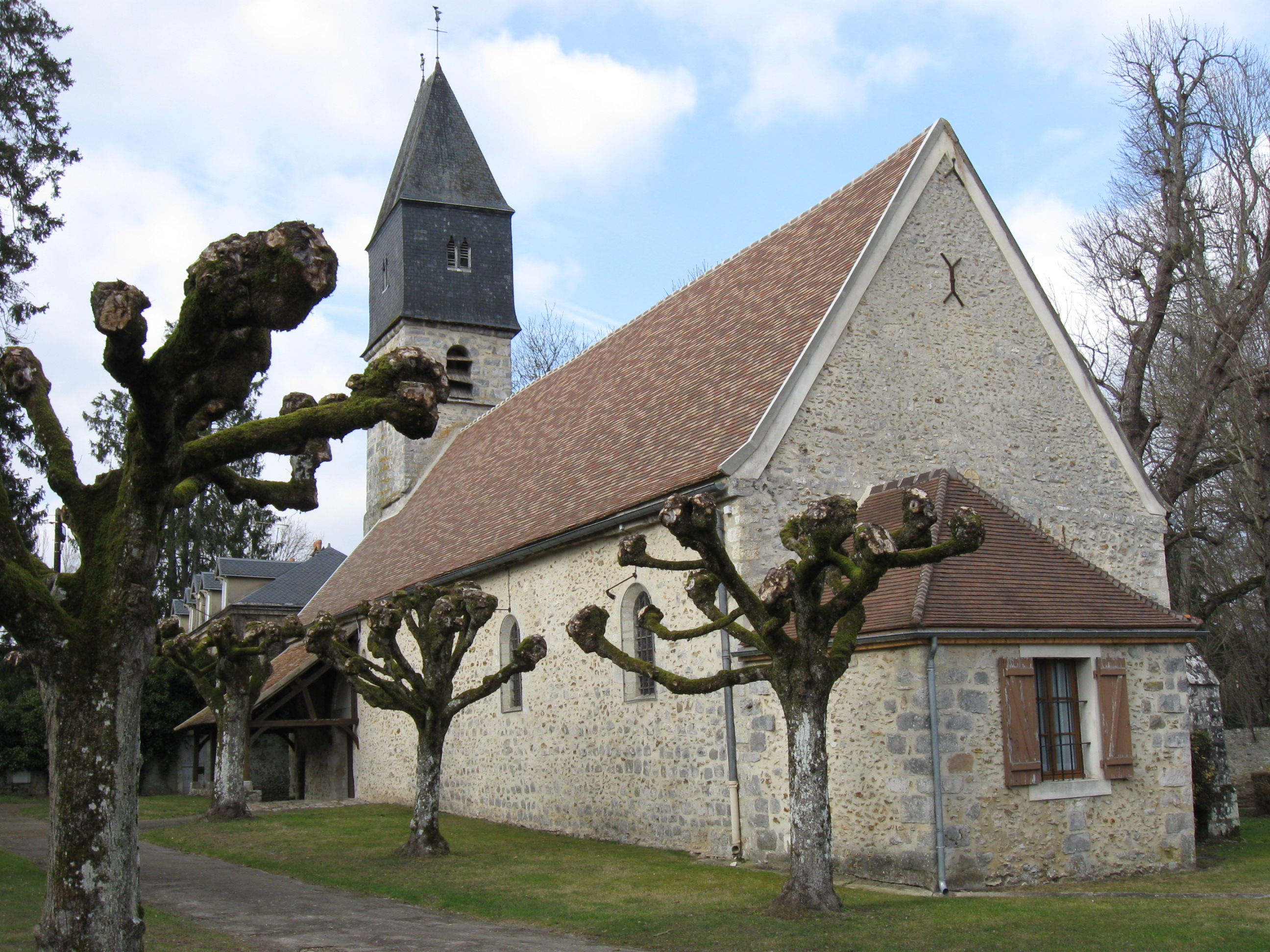
Kirche Saint-Pierre

## Persönlichkeiten
- Gabriel Cattand (1923–1997), Humorist